# ロバート・スペンサー (初代スペンサー・オブ・ウォームレイトン男爵)
初代ウォームレイトンのスペンサー男爵ロバート・スペンサー（英: Robert Spencer, 1st Baron Spencer of Wormleighton, KG、1570年 - 1627年10月25日）は、イングランドの政治家、貴族。
貴族としてのスペンサー家の始祖に当たる。

## 経歴
サー・ジョン・スペンサーとその妻メアリー（旧姓カトリン）の息子として生まれる。スペンサー家は羊飼いとして成功して金持ちになり、テューダー朝時代には平民の名門家になっていた家柄だった。
1597年から1598年にかけてブラックリー選挙区から選出されて庶民院議員を務める。1601年から1602年にかけてノーサンプトンシャーのシェリフを務めた。
1603年にステュアート朝初代国王ジェームズ1世が即位し、その王妃と皇太子チャールズが彼のオルソープ荘園を訪問した。それをきっかけに同年12月にウォームレイトンのスペンサー男爵に叙された。しかし世間には「特別な功績も無く貴族に叙せられた」と陰口されたという。1618年には伯爵位を与えるという内諭を受けたが、辞退した。
1621年5月8日の議会・貴族院の審議ではイェルバートン事件をめぐってイェルバートンの証人喚問に反対する第21代アランデル伯爵トマス・ハワードを批判したことでアランデル伯から「我が先祖が王事に奔走していた時、貴方のご先祖は羊を飼っておられたのですね」と侮辱された。この侮辱について謝罪を拒否したアランデル伯はロンドン塔に投獄される事態となった。
1627年10月25日にウォリックシャーのウォームレイトンで死去。

## 栄典

### 爵位
- 1603年7月21日、初代ウォームレイトンのスペンサー男爵（イングランド貴族爵位）[1]

### 勲章
- 1601年10月7日、ガーター勲章勲爵士（KG）[1]

## 家族
1588年にフランシス・ウィロビーの娘マーガレットと結婚し、彼女との間に以下の4子を儲けた。
- 第1子（長女）メアリー・スペンサー（1588-）：リチャード・アンダーソンと結婚
- 第2子（次女）エリザベス・スペンサー（1589-）：ジョージ・フェーンと結婚。
- 第3子（長男）ジョン・スペンサー（1590-1610）
- 第4子（次男）ウィリアム・スペンサー（英語版）（1591-1636）：第2代スペンサー・オブ・ウォームレイトン男爵